# Rudolf III. (Hachberg-Sausenberg)

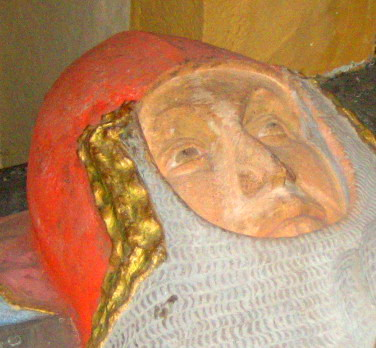
Bildnis von Rudolf III. auf dem Grabmal in der Röttler Kirche

Markgraf Rudolf III. von Hachberg-Sausenberg (* 1343; † 8. Februar 1428) war der Sohn des Markgrafen Rudolf II. von Hachberg-Sausenberg und der Katharina von Thierstein.
Bis 1384 war sein Onkel Otto I. von Hachberg-Sausenberg Regent bzw. Mitregent. Rudolf III. wird als der bedeutendste der Markgrafen von Hachberg-Sausenberg angesehen.

## Ehen und Nachkommen
1373 heiratete Rudolf in erster Ehe Adelheid von Lichtenberg, die Tochter des Simon von Lichtenberg, des Herrn von Schloss Hüneburg im Elsass. Aus dieser Ehe sind keine Kinder bekannt und Adelheid starb vor dem 28. April 1378.
1387 heiratete Rudolf in zweiter Ehe Anna von Freiburg-Neuenburg (1374–1427), die Tochter des Grafen Egino III. von Freiburg und Schwester des Grafen Konrad von Freiburg, der den Ehevertrag aushandelte. Mit ihr hatte Rudolf 13 Kinder (7 Söhne, 6 Töchter). Von den 13 Kindern lebten 1407 noch:
- Otto (* 1388, † 1451) – Bischof von Konstanz
- Verena (* 13. Dezember 1391[7]) ⚭ Heinrich V. von Fürstenberg
- Rudolf der Junge (* 27. März 1393;[8] † 28. April 1419)[9]
- Agnes – Nonne im Kloster St. Klara in Basel
- Katharina († 1419)[9] – Nonne im Kloster St. Klara in Basel
- Anna († 1419)[9] – Nonne im Kloster St. Klara in Basel
- Margarethe († 1419)[9] – Nonne im Kloster St. Klara in Basel
- Wilhelm (* 1406, † 1482) – Markgraf von Hachberg-Sausenberg

Aus der Mitteilung der Rötteler Chronik, dass Rudolf 1419 vier Kinder verlor und die nächste Eintragung von einer großen Pestseuche spricht, wird geschlossen, dass die Kinder an der Pest starben.

## Regierung
Beim Tod seines Vaters war Rudolf erst 9 Jahre alt und sein Onkel Otto I. von Hachberg-Sausenberg übernahm die vormundschaftliche Regentschaft. 1358 übergab Otto die Vormundschaft an Rudolfs Onkel mütterlicher Seite, den Grafen Walram III. von Thierstein-Pfeffingen. Als Rudolf 1364 sein Erbe antrat regierte er zusammen mit seinem Onkel Otto weiter bis zu dessen Tod 1384. Von 1384 bis zu seinem Tod 1428 regierte er alleine; insgesamt leitete er die Geschicke der Markgrafschaft 64 Jahre.
1366 übergab ihm sein Onkel die eigene Hälfte eines Teils der Besitzungen als Ausgleich dafür, dass er während der Vormundschaft die Nutznießung von Rudolfs Erbe hatte. 1371 schlossen Onkel und Neffe einen Erbschafts- und Sukzessionsvertrag demnach Otto seine verbliebenen Besitzungen übergab und von Rudolf als Leibgedinge zurückerhielt.
1371 akzeptierten Rudolf und sein Onkel, dass ihnen Herzog Leopold III. von Habsburg die Burg Rötteln und die Stadt Schopfheim als Lehen gab; beides war in der Vergangenheit als Eigengut der Hachberger angesehen worden.
König Ruprecht belehnte den Markgrafen am 4. August 1401 mit der Landgrafschaft im Breisgau und bestätigte ihm seine Reichslehen und Privilegien.
1422 ist der Markgraf von Rötteln in den auf dem Reichstage zu Nürnberg beschlossen Heeresmatrikel aufgeführt und damit Reichsstand.

## Die Beziehungen zu Basel
Im Zuge der Ausschreitungen während der Bösen Fasnacht in Basel am 26. Februar 1376 wurden im Eptinger Hof in der Rittergasse auf dem Basler Münsterhügel etwa 100 adlige Personen und mit ihrer Gefolgschaft von Aufrührern gefangen genommen, darunter auch Markgraf Rudolf.
Wie die anderen Adligen versicherte Rudolf in einem Sühnebrief an den Baslern keine Rache zu nehmen.
Am 13. November 1376 – wenige Monate nach der Bösen Fasnacht – kaufte Markgraf Rudolf III. von Hachberg-Sausenberg in der Basler Spiegelgasse (heute Augustinergasse 17) das Haus ze Strasburg (Augustinerhof) von Konrad Offenburg, dem Kirchherrn zu Wollbach, für 500 Gulden. Bereits am 11. Juli 1379 ergänzte der Markgraf seine Liegenschaft durch den Kauf des daneben liegende Haus ze Arberg (heute Augustinergasse 19) das später Kleiner Markgräflerhof genannt wurde. Verkäufer waren Werner und Adelberg von Bärenfels.
Am 9. Mai 1386 entzog die Stadt Basel dem Markgrafen Rudolf und anderen Adeligen das Burgrecht, weil sie sich geweigert hatten gegenüber der Stadt Kriegsfolgepflichten schriftlich zuzusichern.
1393 versetzte das Fürstbistum Basel die Herrschaften Waldenburg, Liestal und Homburg für die vom Bischof Konrad Münch von Landskron geliehenen 4 000 Gulden. 1396 gab Konrad Münch von Landskron, nach seinem Rücktritte vom Bistum, die Herrschaften an den Markgrafen Rudolf gegen Erstattung der 4 000 Gulden weiter. Die Münch von Landskron hatten vom Markgrafen die Burg Landskron im Oberelsass als Lehen. Der Edelknecht Ulman Renk regierte als Obervogt des Markgrafen auf Schloss Waldenburg.
Der Markgraf suchte in dem Pfand keine Geldanlage, sondern die Ausdehnung seiner Herrschaft nach Süden.
Das finanziell schwache Fürstbistum bot sich als Einfallstor an, aber die Stadt Basel fühlte sich zu sehr eingeengt, da ihr im Norden und Westen die Habsburger bereits eine Expansion unmöglich machten. Die Interessen der Stadt und des Markgrafen kollidierten.
Zur Absicherung seiner Position schloss der Markgraf am 31. Mai 1399 auf fünf Jahre einen Freundschaftsvertrag mit den nun im Süden seines Machtbereichs benachbarten Städten Bern und Solothurn.
Basel reagierte aber schnell und tat- und finanzkräftig.
Am 26. Juli 1400 verkaufte Bischof Humbert von Neuenburg der Stadt Basel die drei Herrschaften mit allen Rechten, für 22 000 Gulden der Stadt. Das Geld ging jedoch an die Gläubiger des Fürstbistums, davon 8 000 Gulden an den Markgrafen. Die vertraglich zwischen Stadt und Bischof vereinbarte Rückkaufmöglichkeit, diente lediglich der Gesichtswahrung. Ob der Markgraf in den etwa vier Jahren, die er Waldenburg, Liestal und Honberg als Pfand verwaltete tatsächlich einen Gewinn von 100 % machte, lässt sich ohne Detailkenntnisse über die finanziellen Vorgänge in diesen vier Jahren nicht beantworten, aber Basel hatte ein großes strategisches Interesse an der Erwerbung und der Markgraf konnte den Erlös nutzen, um seine rechtsrheinischen Besitzungen durch Zukäufe auszudehnen. Er kaufte im gleichen Jahr die Herrschaft Neuenstein mit dem Hauptort Gersbach.

## Bautätigkeit
Rudolf III. entfaltete eine rege Bautätigkeit. Auf seinem Sitz Burg Rötteln wurden um 1360 zwei Torbauten, ein großer Bau und ein Turm errichtet. 1387 und 1392 folgten weitere große Bauten auf der Burg. 1401 errichtete er die Kirche im Dorf Rötteln und baute sie 1418 zur Hauptkirche seiner Herrschaft aus. Sein Grabmal und das seiner zweiten Gemahlin, Anna von Freiburg, in der Kirche von Rötteln gelten als bedeutende Zeugnisse gotischer Kunst am Oberrhein.

## Münzen

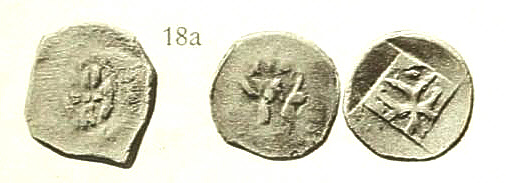
Händleinheller des Markgrafen Rudolf

Münzprägungen durch den Markgrafen Rudolf III. von Hachberg-Sausenberg wurden zunächst urkundlich nachgewiesen. Als der deutsche König Wenzel im Juli 1385 ein neues Münzgesetz erließ, wurde in einem ersten Übergangsgesetz die weitere Prägung von bösen Hellern – also minderwertigen Münzen mit einem zu geringen Silberanteil – untersagt. Als Urheber solcher minderwertiger Münzen wurde unter anderem der Markgraf Rudolf von Hochberg genannt.
Eine Verleihung des Münzrechts an die Hachberger Linie des Hauses Baden ist nicht bekannt, sie haben aber rechtlich unbeanstandet Münzen prägen lassen.
1829 wurden in Warmisried 800 kleine Silbermünzen gefunden. Dabei befanden sich auch Heller („Händleinhellern“). Zunächst wurde nur ein Teil der Funde ausgewertet und bestimmt und erst später wurde auch der Rest erfasst und beschrieben, wobei sich bei den als unbestimmbar eingestuften Münzen auch ein Händleinhellern war „der in der Flachhand ein deutliches R zeigt“. Als Münzstätte wurde zunächst Rottweil vermutet.
Bei Ausgrabungen in der Benediktinerabtei St. Matthias in Trier wurden 1899 auch zwei Hellern („Händleinhellern“) zunächst unbekannter Herkunft gefunden. Aufgrund des Kennzeichens „R“ (oder „F“) und des Berichtes über den Warmisrieder Fund wurde als Münzstätte zunächst Rottweil oder Ravensburg vermutet.
Diese Händleinheller aus Warmisried und Trier wurden später dem Markgrafen Rudolf III. von Hachberg-Sausenberg zugeschrieben.

## Ausdehnung der Landesherrschaft
Rudolf konnte in seiner langen Regierungszeit seine Landeshoheit auf weitere Dörfer ausdehnen, wobei er sich allerdings nach dem Verlust der Pfandschaft Waldenburg auf rechtsrheinische Gebiete beschränkte. Außerdem musste er Konflikte mit den Habsburgern vermeiden die weite Gebiete um seine Markgrafschaft herum kontrollierten und deren Lehenshoheit er für Burg Rötteln und die Stadt Schopfheim anerkannt hatte.
1368 kaufte Rudolf von Ritter Konrad Münch von Münchenstein Burg und Dorf Otlikon (Friedlingen), sowie die Dörfer Weil, Wintersweiler, Welmlingen und zudem Güter in Haltingen, Hiltelingen und Hüningen.
Außerdem kaufte er Dossenbach vom Edelknecht Wilhelm von Hauenstein und dessen Sohn Henman von Hauenstein, der später als sein Ehevogt eingesetzt wurde. 1369 erwirbt er das halbe Dorf Marzell und im Folgejahr Rechte in Wiechs und Riedlingen.
1394 wurde er vom Basler Bischof Konrad Münch zusammen mit Graf Konrad von Freiburg mit Basler Stiftslehen „nämlich mannschaft, wildbännen und silberbergen im Breisgau, auf dem Schwarzwald und zu Tottnöw (Todtnau)“ belehnt.

### Höllstein
Bereits 1360 hatten die Markgrafen Rechte im Dorf Höllstein als Lehen des Fürstbistums Basel. 1365 gelangten sie in den Lehensbesitz aller Gerichtsrecht und wurden damit Ortsherren, obwohl ihr Grundbesitz im Dorf untergeordnet war. Im Tausch für die Gerichtsrechte in Höllstein überließen die Markgrafen diese Rechte für das Dorf Huttingen dem Fürstbischof Johann II. Senn von Münsingen, wodurch Huttingen später Teil der fürstbischöflichen Landvogtei Schliengen wurde. Nominell wurden die Lehensrechte des Fürstbistums an Höllstein erst 1803 abgelöst. Höllstein war jedoch seit 1365 Bestandteil der Markgrafschaft.

### Kauf der Herrschaft Neuenstein
Am 19. November 1400 kaufte Markgraf Rudolf die Herrschaft Neuenstein mit der Feste Nüw Stein (Burg Neuenstein) mit den Dörfern Gerispach (Gersbach), Slechbach (Schlechtbach), Sweyggmatt (Schweigmatt), Kürem (Kürnberg), Reippach (Raitbach), die Mühle in Hasel, den Hof genannt Sattellege (Sattelhof), die Höfe Blumberg, Eychenbrunnen, Steinighof (Steinegg) und die Steingrube zu Kürnberg für 2000 Goldgulden.
Verkäufer waren die Erben des in der Schlacht bei Sempach gefallenen Rudolf von Schönau, Anna von Klingenberg, die Witwe des Rudolf von Schönau, und deren Sohn Albrecht. Als Vogt der Witwe siegelte auch der Ritter Günther Marschalk von Basel den Vertrag. Die Herren von Schönau waren nach Schlacht bei Sempach in Geldnot geraten und mussten einige Besitztümer veräußern. Die Feste Neuenstein war den Schönauern eigentlich nur vom Kloster St. Blasien zu Lehen, doch dem Markgrafen gelang es 1401 vom Abt des Klosters, Johannes Kreuz, einen Verzicht auf die Lehenschaft zu erwirken und damit die Herrschaft mit allen Rechten an sich zu bringen.
Rudolf konnte die Finanzierung des Kaufs aufgrund der im Juli desselben Jahres erfolgten Auslösung der Pfandschaft Waldenburg sicherstellen, die ihm 8000 Gulden von der Stadt Basel einbrachte. Mit einer Fläche von ca. 33 km² machte diese Erwerbung ca. 7,3 % der Fläche des späteren Oberamts Rötteln aus. Wirtschaftlich bedeutsam waren die großen Buchenwälder, die Glashütten ermöglichten. In Raitbach wurde bereits im 14. Jahrhundert Waldglas hergestellt – in Gersbach begann die Glasproduktion später.

### Baden-Hachberg – eine verpasste Chance
Markgraf Otto II. von Baden-Hachberg war hoch verschuldet und da er keine Nachkommen hatte, suchte Otto unter seiner Verwandtschaft einen Käufer für sein Land. Seine Schwester Margaretha und ihr Mann, Friedrich VIII. von Leiningen-Dagsburg († 1437), waren selbst ständig verschuldet und schieden daher aus.
Otto wandte sich an seinen Vetter Rudolf III. von Hachberg-Sausenberg von der Sausenberger Nebenlinie der ihn an den entfernten Vetter, Markgraf Bernhard von Baden verwies., der die Markgrafschaft Hachberg am 25. Juli 1415 für 80 000 rheinische Gulden kaufte. Markgraf Rudolf gehörte zu den Zeugen, die den Vertrag mit unterzeichneten.

## Chronist
In der Regierungszeit Rudolfs entstand die Rötteler Chronik, die teilweise auch von ihm selbst geschrieben sein soll. Diese Chronik befasst sich mit europäischen, deutschen, oberrheinischen und lokalen Ereignissen im Zeitraum von 1376 bis 1432. Die Chronik beginnt mit dem Eintrag über die Ereignisse an der Bösen Fasnacht von 1376 in Basel. Während dieses Aufruhrs gegen Herzog Leopold III. von Habsburg und seine Gefolgschaft geriet auch Rudolf kurzzeitig in die Gefangenschaft der Aufrührer.

## Im Hussitenkrieg
In der Röttler Chronik wird berichtet, dass Markgraf Rudolf zum zweiten Hussiten-Kreuzzug im Jahre 1421 eine von ihm bezahlte kleine Truppe von ritterlichen Kämpfern beigesteuert hat. Auch gemäß den Heeresmatrikel von 1422 für den täglichen Krieg mit den Hussiten sollte der Markgraf von Rötteln 12 Berittene stellen. Die Röttler Chronik berichtet auch, dass der Markgraf 1420 eine Tarrasbüchse machen ließ, was vermutlich auch im Zusammenhang mit den Erfahrungen aus den Hussitenkämpfen stand in denen solche Büchsen in großem Umfang eingesetzt wurden. Sie gehörten dann für einige Fürsten auch zum Reichsaufgebot, worauf sich Rudolf vorbereitete. In der Röttler Oberburg befinden sich in den Schalentürmen des Berings auch horizontale Doppelmaulscharten, die sich für den Einsatz einer Tarrasbüchse eignen.

## Fehden

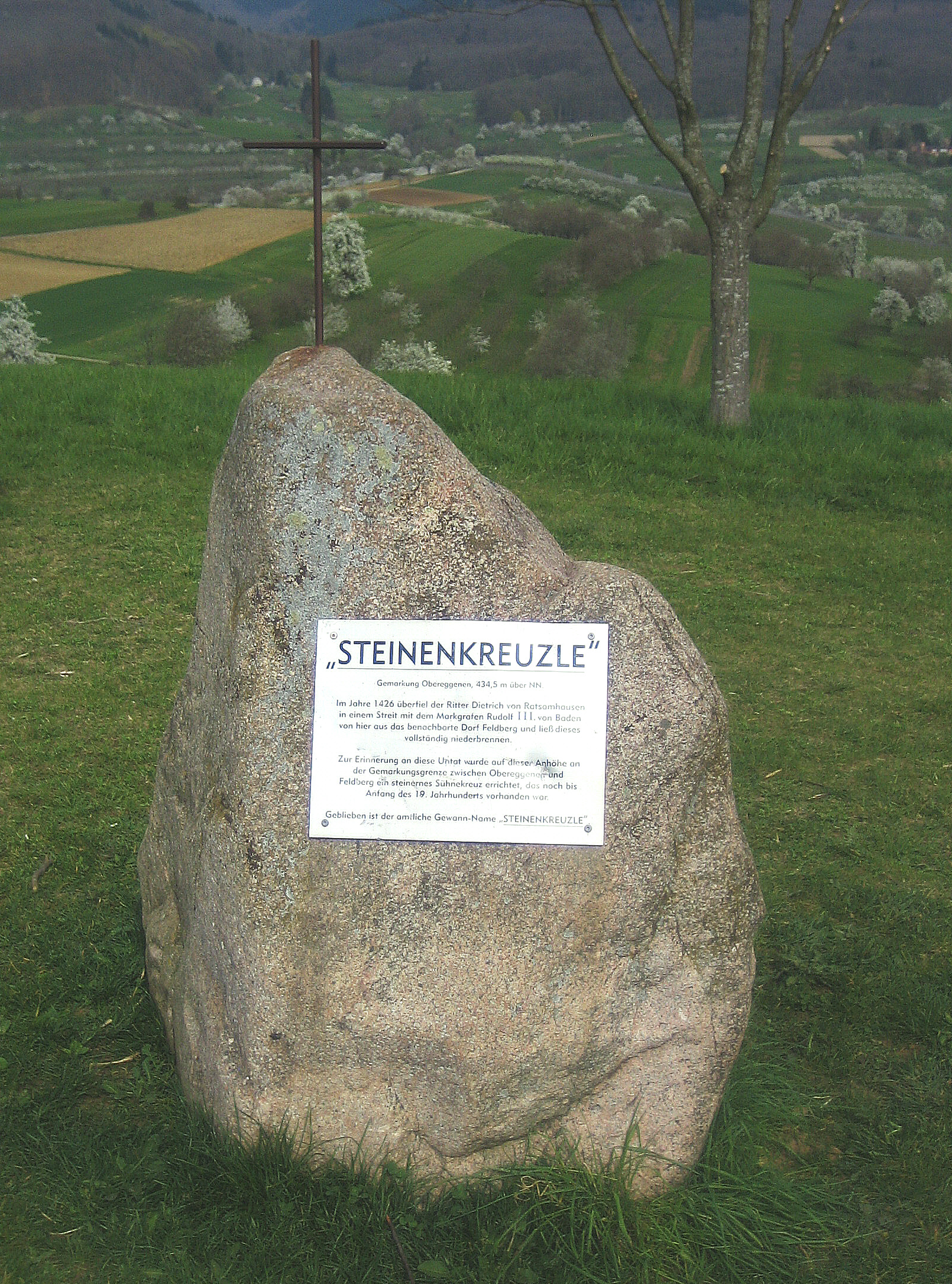
Gedenkstein an den Überfall des Dietrich von Ratsamhausen auf das Dorf Feldberg

Ab 1422 kam es zu Streitigkeiten zwischen Markgraf Rudolf und Dietrich von Rathsamhausen. Letzterer erhob Anspruch auf das elsässische Dorf Brunstatt. Rudolf gewann die juristische Auseinandersetzung mehrfach, was aber durch Dietrich von Rathsamhausen nicht akzeptiert wurde. 1426 eskalierte die Auseinandersetzung und es kam zu kriegerischen Aktionen in deren Verlauf Dietrich von Rathsamhausen von Obereggenen aus das markgräfliche Dorf Feldberg überfiel und niederbrannte.

## Darstellung in der Literatur
In dem 2009 erschienenen historischen Roman von Elke Bader Anna von Rötteln. Im Hagelsturm der Begierde zwischen Basel und Habsburg ist Markgraf Rudolf III. neben seiner Ehefrau Anna von Freiburg die Hauptperson.
Es gibt auch ein Gedicht von Willi Ferdinand Fischer in dem Rudolf III. verherrlicht wird.